# Balitora vanlani
Balitora vanlani е вид лъчеперка от семейство Balitoridae.

## Разпространение
Видът е разпространен във Виетнам.